# Henri Vielle
Henri Vielle, né le 15 juin 1866 à Léguevin (Haute-Garonne) et mort le 7 mai 1946 à Rabat (Maroc), est un évêque catholique français, religieux franciscain, vicaire apostolique de Rabat au Maroc de 1927 à 1946.

## Biographie
Henri Gustave François Vielle est le fils de Bernard Vielle, gendarme à Léguevin près de Toulouse, et de Françoise Douhet.
Il entre dans l'ordre des Frères mineurs avant d'être ordonné prêtre le 28 mai 1891.
Il est envoyé en mission dans la province de Chan-Toung (Chine orientale).
Le 8 juin 1927, le pape Pie XI le nomme vicaire apostolique de Rabat, succédant à Victor Dreyer. Il est ordonné le 25 juillet 1927 par Jean Raynaud, évêque auxiliaire de Toulouse. Il reçoit le siège titulaire de Thebae Phthiotides (de). 
Il consacre l'église du Guéliz (église des Saints-Martyrs) à   Marrakech en 1931, l'église Saint-Jacques de Mohammédia en 1934 et l'église de Mogador (Essaouira) en 1936.
À la Libération, il fait partie des trois vicaires apostoliques qui présentent leur démission au Saint-Siège sur pression du gouvernement français.